# Bleptina pantoea
Bleptina pantoea là một loài bướm đêm trong họ Noctuidae.